# Crossville (Tennessee)
Crossville és una població dels Estats Units a l'estat de Tennessee. Segons el cens del 2000 tenia 8.981 habitants.

## Demografia
Segons el cens del 2000, Crossville tenia 8.981 habitants, 3.795 habitatges, i 2.440 famílies. La densitat de població era de 235,2 habitants/km².
Dels 3.795 habitatges en un 27,4% hi vivien nens de menys de 18 anys, en un 45,2% hi vivien parelles casades, en un 15,5% dones solteres, i en un 35,7% no eren unitats familiars. En el 31,3% dels habitatges hi vivien persones soles el 13,1% de les quals corresponia a persones de 65 anys o més que vivien soles. El nombre mitjà de persones vivint en cada habitatge era de 2,25 i el nombre mitjà de persones que vivien en cada família era de 2,79.
Per edats la població es repartia de la següent manera: un 22,6% tenia menys de 18 anys, un 9,3% entre 18 i 24, un 26,5% entre 25 i 44, un 21,8% de 45 a 60 i un 19,9% 65 anys o més.
L'edat mediana era de 38 anys. Per cada 100 dones de 18 o més anys hi havia 81,5 homes.
La renda mediana per habitatge era de 25.796 $ i la renda mediana per família de 33.207 $. Els homes tenien una renda mediana de 26.735 $ mentre que les dones 20.217 $. La renda per capita de la població era de 18.066 $. Entorn del 21,7% de les famílies i el 24,6% de la població estaven per davall del llindar de pobresa.

## Poblacions més properes
El següent diagrama mostra les poblacions més properes.